# VIe gouvernement régional de Madère
 (signalé en mai 2025).
Si vous disposez d'ouvrages ou d'articles de référence ou si vous connaissez des sites web de qualité traitant du thème abordé ici, merci de compléter l'article en donnant les références utiles à sa vérifiabilité et en les liant à la section « Notes et références ».
- Archive Wikiwix
- Bing
- Cairn
- DuckDuckGo
- E. Universalis
- Gallica
- Google
- G. Books
- G. News
- G. Scholar
- Persée
- Qwant
- (zh) Baidu
- (ru) Yandex
- (wd) trouver des œuvres sur Wikidata

Région autonome de Madère
Ve VIIe
Le VIe gouvernement régional de Madère (en portugais : VI Governo Regional da Madeira) est le gouvernement de la région autonome de Madère en fonction du 11 novembre 1992 au 11 novembre 1996 durant la sixième législature de l'Assemblée législative.

## Composition
| Portefeuille                                                                | Titulaire | Titulaire                                  | Parti   |
| --------------------------------------------------------------------------- | --------- | ------------------------------------------ | ------- |
| Président du gouvernement régional (pt)                                     |           | Alberto João Jardim                        | PPD/PSD |
| Secrétaire régional à l'Agriculture, aux Forêts et à la Pêche               |           | Manuel Jorge Bazenga Marques               | PPD/PSD |
| Secrétaire régional aux Affaires parlementaires et à la Communication       |           | Eduardo António Brazão de Castro           | PPD/PSD |
| Secrétaire régional au Tourisme et à la Culture                             |           | João Carlos Nunes Abreu (pt)               | PPD/PSD |
| Secrétaire régional à l'Équipement social et à l'Environnement              |           | Jorge Manuel Jardim Fernandes              | PPD/PSD |
| Secrétaire régional aux Affaires sociales                                   |           | Rui Adriano Ferreira de Freitas            | PPD/PSD |
| Secrétaire régional aux Finances                                            |           | José Paulo Baptista Fontes                 | PPD/PSD |
| Secrétaire régional aux Affaires économiques et à la Coopération extérieure |           | José Agostinho Gomes Pereira de Gouveia    | PPD/PSD |
| Secrétaire régional à l'Éducation                                           |           | Francisco Miguel Azinhais Abreu dos Santos | PPD/PSD |